# Torymus austriacus
Torymus austriacus är en stekelart som beskrevs av Graham 1994. Torymus austriacus ingår i släktet Torymus och familjen gallglanssteklar. Inga underarter finns listade i Catalogue of Life.